# Robert Genty
Ne doit pas être confondu avec Robert Ginty.
Robert Genty, né le 23 février 1910 à Nantes (Loire-Atlantique) et mort le 14 décembre 2001 à Paris 15e,, était un militaire français. Officier de marine puis de l’armée de l'air jusqu'au grade de colonel, il fut un des pionniers de l’astronautique.

## Distinctions
- Commandeur de la Légion d'honneur[3]
- Commandeur de l'ordre national du Mérite[3]
- Commandeur de l'ordre des Palmes académiques[3]
- Croix de guerre 1939–1945
- Médaille de la Résistance française
- Lauréat de l'Institut[2],[4] puis instructeur à l’École de pilotage de Toulouse[3]
- membre titulaire de l'Académie de marine[2],[4]
- membre du Comité scientifique des Terres Australes[2]
- membre de la Société de géographie[2]
- membre titulaire (2e section) de l'Académie des sciences d'outre-mer, élu le 17 mars 1967[2],[4].
- Maire adjoint de Saint-Pierre-Quiberon en 1980[2],[4].
- Président de la Société météorologique de France en 1984[2],[4].
- En 1984 il reçoit la médaille d’or de l’Aéro-Club de France.
- La Fédération aéronautique internationale lui décerne le diplôme Tissandier.
- En 1986, il reçoit de la FAI la prestigieuse Médaille d’Or Mondiale de l’Espace. Il est toujours le seul Français et le seul non astronaute à la détenir.
- En 1997 il est élu membre titulaire de l’Académie internationale d'astronautique[3].